# Tylosaurus
Tylosaurus (tiếng Hy Lạp τυλος/tylos "nhô lên, nhô lên " + σαυρος Hy Lạp/sauros "thằn lằn") là một con Mosasaur, là một loài bò sát biển săn mồi lớn, có quan hệ gần gũi với thằn lằn hiện đại và rắn, xuất hiện từ kỷ Phấn trắng muộn. Tylosaurus có kích thước rất lớn, dài từ 13-14m, nặng từ 20-30 tấn.